# St. Maria Magdalena (Stockholm)

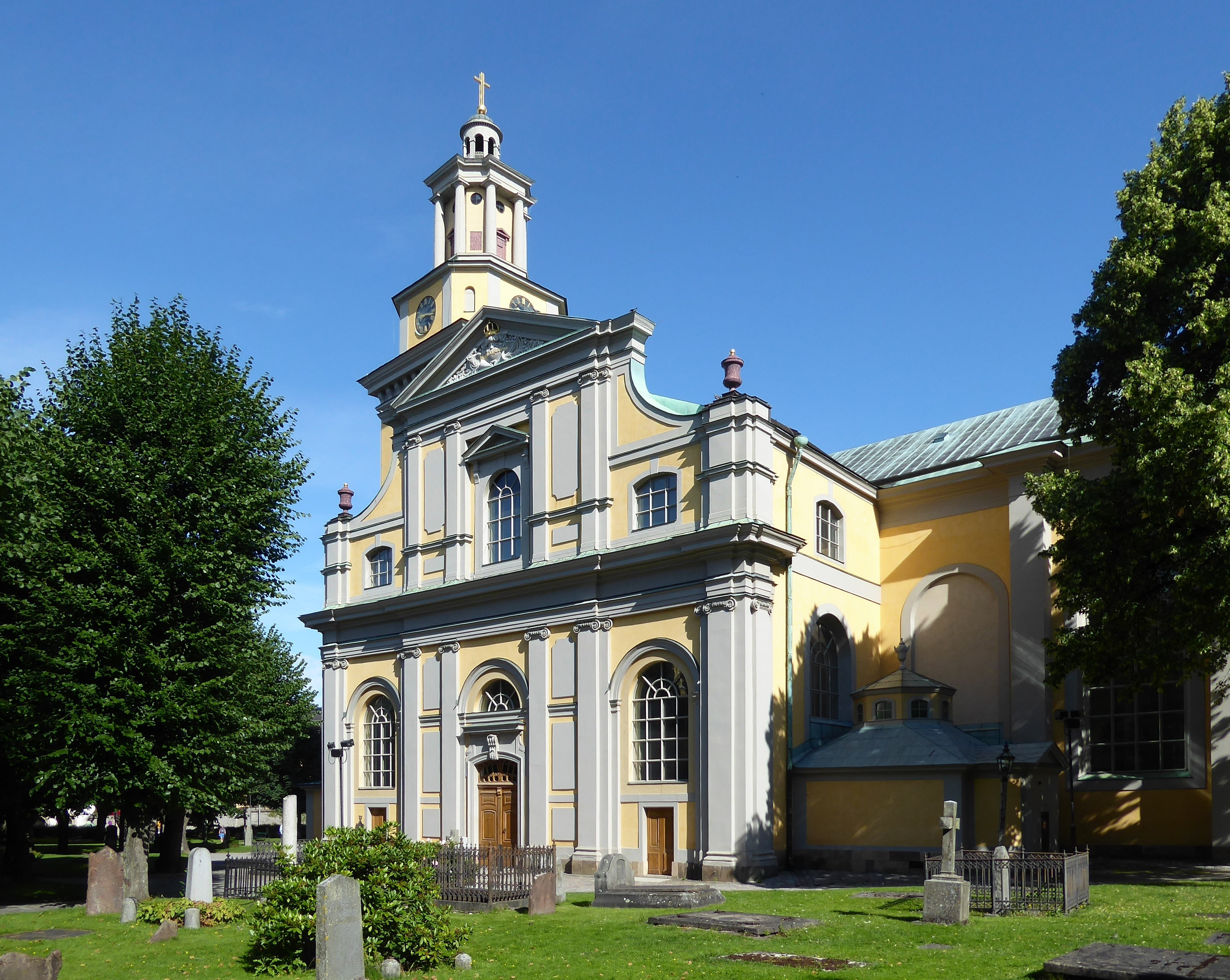
St.-Maria-Magdalena-Kirche

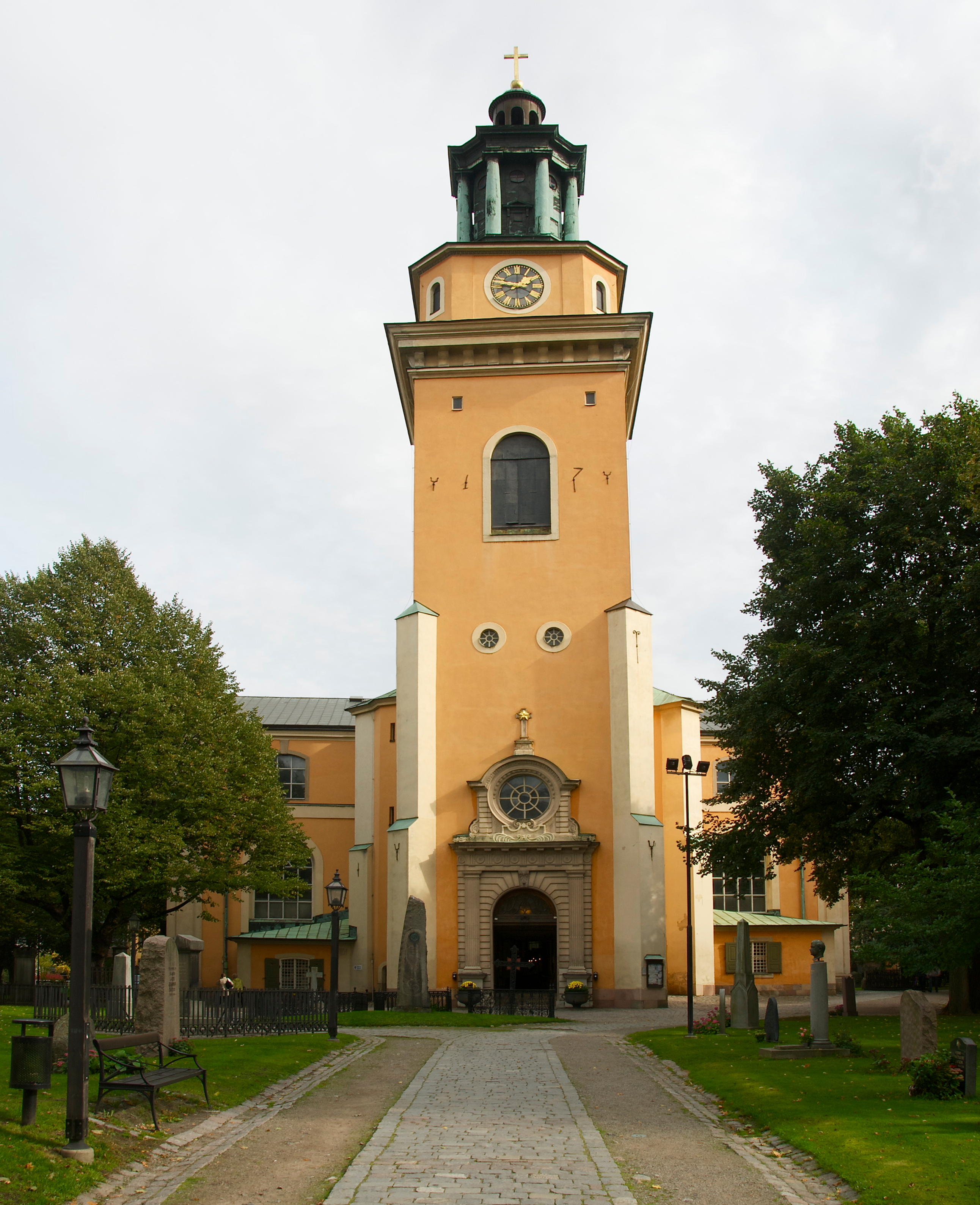
Blick von Westen

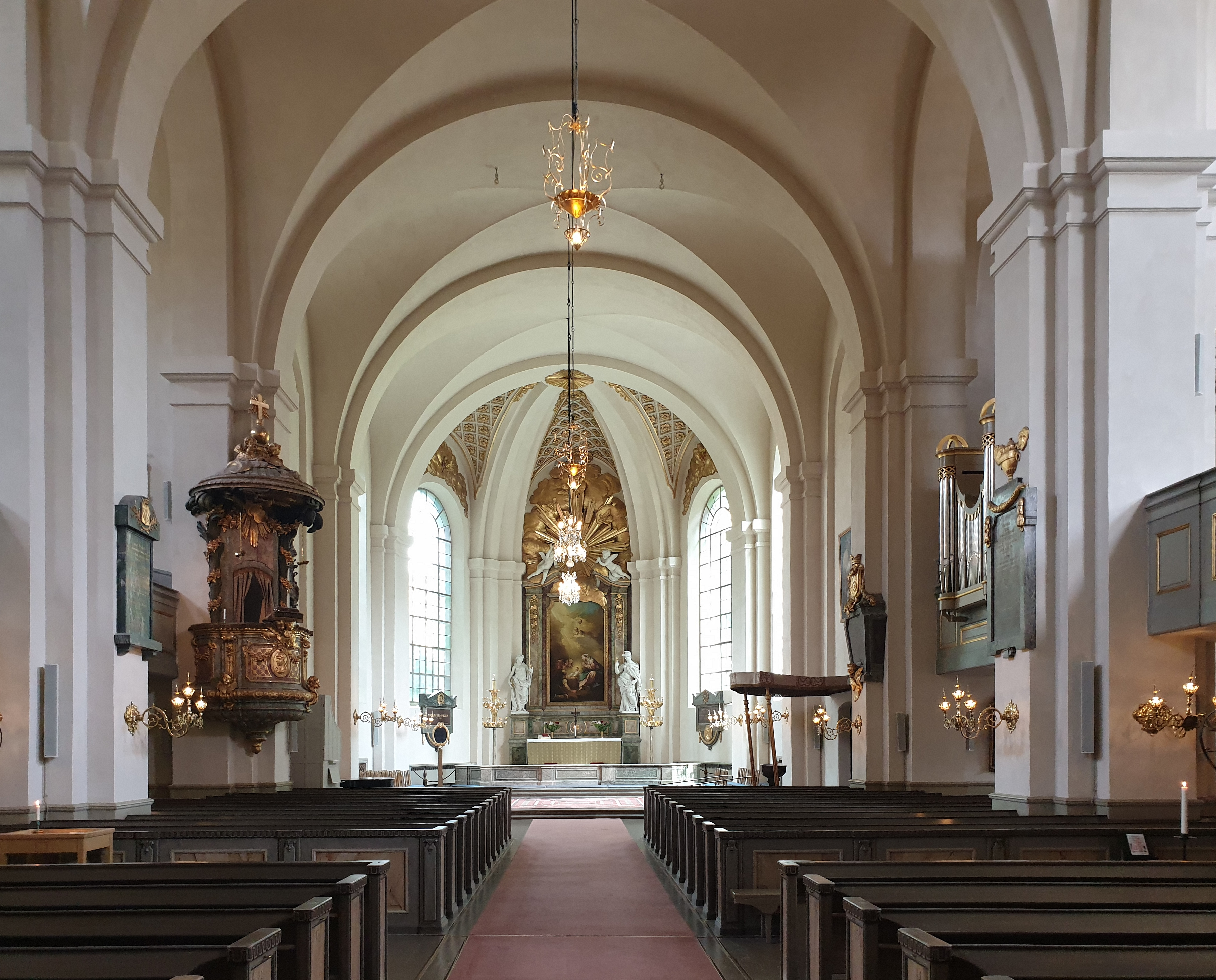
Blick durch das Kirchenschiff Richtung Altar

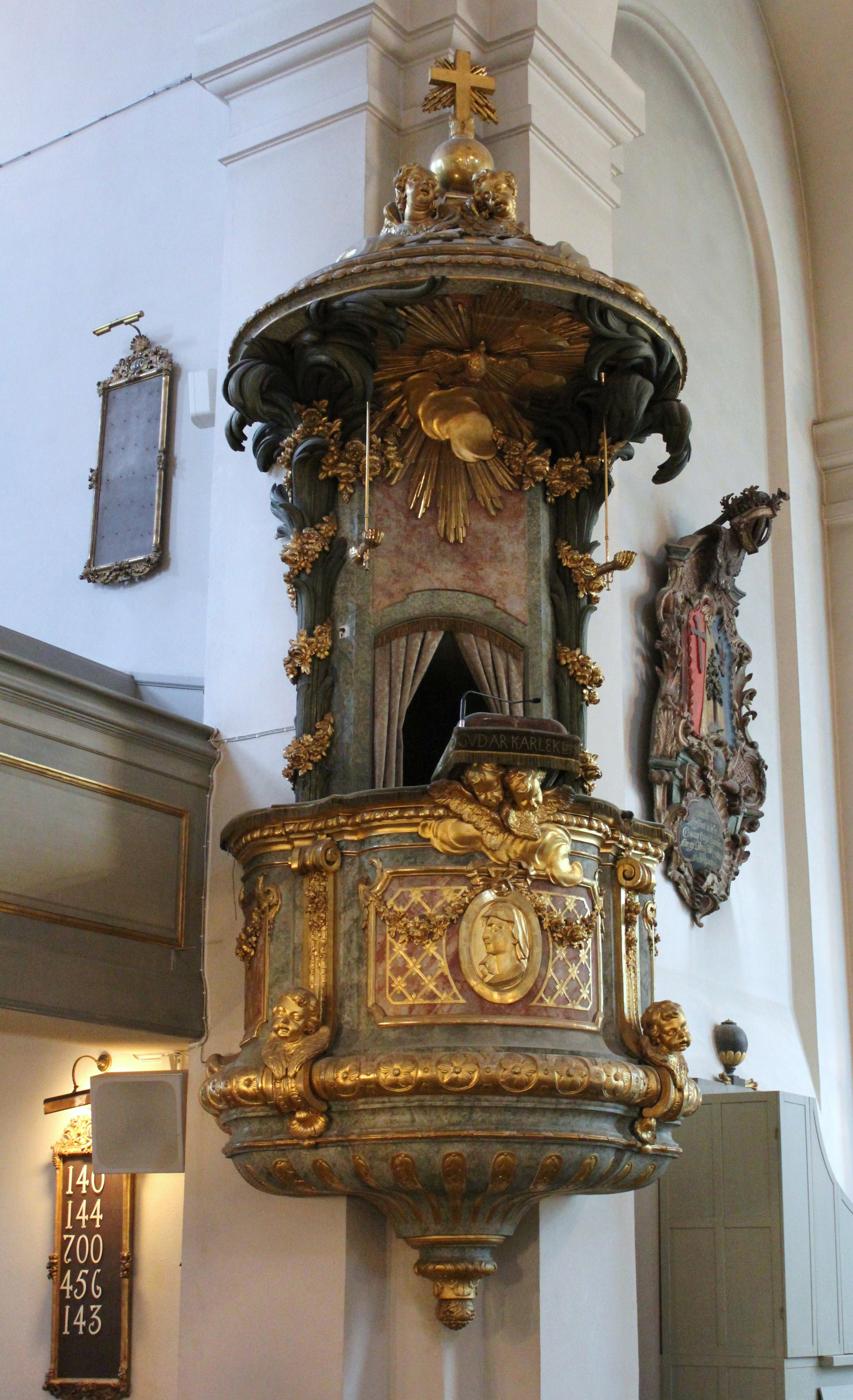
Kanzel

Die Kirche St. Maria Magdalena (schwedisch S:ta Maria Magdalena kyrka) ist ein Kirchengebäude in Stockholm in Schweden. Als Kyrkligt kulturminne steht sie unter gesetzlichem Schutz. Die Kirchengemeinde gehört zum Bistum Stockholm der Schwedischen Kirche.
Die Kirche befindet sich an der Adresse Bellmansgatan 13 im Norden des Stadtteils Södermalm. Nördlich der Kirche befindet sich das Stadtviertel Mariaberget.

## Geschichte
Ein Vorgängerbau der heutigen Kirche wurde an gleicher Stelle bereits in den 1350er Jahren errichtet. Auf Veranlassung des Königs Magnus Eriksson und mit Zustimmung des Papstes Clemens VI. entstand eine Begräbniskapelle St. Maria Magdalena. Auf einem alten Kupferstich ist die Kapelle als einschiffige Backsteinkirche mit quadratischem Kirchturm mit hohem spitzen Turmdach zu erkennen. Im Jahr 1522 war die Kirche während des Befreiungskriegs unter König Gustav I. Wasa Kampfschauplatz. 500 schwedische Soldaten unter Führung von Peder Fredag versteckten sich in der Kapelle und griffen aus dem Versteck überraschend an. 1527 verfügte Gustav Wasa den Abriss der Kapelle, möglicherweise aus militärtaktischen Gründen.
Unter Johann III. begann 1588 jedoch der Bau einer neuen Kirche auf den Grundmauern der ehemaligen Kapelle. Mit dem Tod Johanns III. im Jahr 1592 kam der Bau aber wieder zum Erliegen. Die Einweihung der Kirche erfolgte 1634. Nicodemus Tessin der Ältere und später dessen Sohn Nicodemus Tessin der Jüngere bauten das Gebäude im Stil des Barock weiter aus. So erhielt die Kirche im Jahr 1676 ihre schlanke Turmspitze.
Am 19. Juli 1759 kam es zu einem verheerenden Stadtbrand, bei dem auch die Kirche schwer beschädigt wurde. Unter anderem fielen die Kirchenglocken aus dem Turm. Einige Ausstattungsgegenstände konnten gerettet werden. Nach dem Wiederaufbau wurde die Kirche am 23. Mai 1763 wieder eingeweiht. Ihr heutiges Erscheinungsbild entspricht weitgehend der Situation nach dem Wiederaufbau. Das Hauptportal der Kirche befindet sich auf der Westseite. Die letzte Restaurierung des Kircheninneren erfolgte 1927 unter Leitung von Lars Israel Wahlman. In diesem Jahr entstand auch die von Åkerman & Lund geschaffene Orgel. Eine zweite Orgel wurde 1986 durch S. Magnusson gebaut.

## Ausstattung
Das Altarbild der Kirche zeigt das Motiv der Anbetung der Hirten und entstand in der Zeit um 1800 durch Louis Masreliez. Ein ursprüngliches Altarbild war bereits vor dem Brand veräußert worden und blieb daher erhalten. Es befindet sich in der Kirche von Piteå. Die Kanzel entstand 1763 im Stil des Rokoko. An ihrer Front befindet sich ein Maria Magdalena zeigendes Medaillon. Den Orgelprospekt schuf Carl Fredrik Adelcrantz 1774 ebenfalls im Stil des Rokoko. Das Taufbecken stammt aus dem Jahr 1638. Ältestes Inventarstück ist ein Messingtaufbecken aus dem 16. Jahrhundert.
In der Kirche befindet sich eine Gedenktafel für Johan von Hoorn, den Begründer der schwedischen Hebammenausbildung. Eine weitere Gedenktafel erinnert an Carl Michael Bellman, dessen Großvater Michael Hermonius Pfarrer an der Kirche war.

## Friedhof
Auf dem Kirchfriedhof und in dem Gotteshaus sind mehrere bekannte Persönlichkeiten beigesetzt. So fanden der Sänger und Dichter Evert Taube und seine Frau, die Bildhauerin Astri Taube, hier ihre letzte Ruhestätte; darüber hinaus auch die Künstler Hilding Linnqvist und Erik Höglund sowie die Dichter Lasse Lucidor, Johan Runius, Erik Johan Stagnelius, Werner Aspenström und Karl August Nicander.